# Clossiana bivina
Clossiana bivina är en fjärilsart som beskrevs av Hans Fruhstorfer 1908. Clossiana bivina ingår i släktet Clossiana och familjen praktfjärilar. Inga underarter finns listade i Catalogue of Life.